# Verbascum tossiense
Verbascum tossiense är en flenörtsväxtart som beskrevs av Josef Franz Freyn och Sint.. Verbascum tossiense ingår i släktet kungsljus, och familjen flenörtsväxter. Inga underarter finns listade i Catalogue of Life.